# 이가흔 (대한민국 배우)
이가흔(李嘉欣, 본명: 박란, 1986년 5월 10일 ~ )은 대한민국의 배우다. 상명대학교에서 영화과를 전공했으며 소속사는 라이브코드다.

## 출연작

### 영화
- 2013년 관상 - 국부기생 3 역
- 2016년 레나 - 세연 역